# Žanka Stokić
Žanka Stokić też jako: Živana Žanka Stokić serb. Жанка Стокић (ur. 24 stycznia 1887 w Veliko Gradište, zm. 21 lipca 1947 w Belgradzie) – serbska i jugosłowiańska aktorka.

## Życiorys
Była córką piekarza Bogosava Stokicia i jego żony Julki. Dzieciństwo spędziła w Rabrovie, gdzie ukończyła szkołę podstawową. Osierocona przez rodziców, wyjechała do wuja, mieszkającego w Zaječarze. Ten zdecydował o wydaniu siostrzenicy za mąż za wiejskiego duchownego Aleksandara Nikolajevicia. Znacznie starszy od niej mąż znęcał się nad nią fizycznie, skłaniając Žankę do ucieczki.
Przyłączyła się do wędrownej trupy aktorskiej Ljubomira Čvrgo. Początkowo zajmowała się praniem kostiumów, z czasem zaczęła pojawiać się na scenie. Po ślubie z aktorem Aleksandarem Gavriloviciem wyjechała do Kragujevaca, gdzie dołączyła do zespołu kierowanego przez Mihala Markovicia. Grupa występowała początkowo w Bośni i w Dalmacji, ale wygnani stamtąd przez władze austro-węgierskie aktorzy przyjechali do Belgradu. Pod koniec 1908 wyjechała do Osijeka, gdzie powstał Chorwacki Teatr Narodowy. Na jego scenie Žanka Stokić wystąpiła w dramacie Nada, a następnie w Moralności Pani Dulskiej Gabrieli Zapolskiej i w Poskromieniu złośnicy Szekspira. Grywała także w repertuarze operetkowym.
W czasie jednego ze spektakli została dostrzeżona przez Milana Grola, ówczesnego dyrektora Teatru Narodowego w Belgradzie, który zaproponował jej angaż. Od 1911 występowała na deskach narodowej sceny serbskiej. Główna rola w sztuce Branislava Nušicia Госпођа министарка (premiera w 1929) przyniosła jej sławę, dzięki niej mogła także wybudować dom na wzgórzu Topčider w Belgradzie. Za swoją pracę artystyczną została uhonorowana Orderem Świętego Sawy IV i V stopnia.
W czasie II wojny światowej pozostała w Belgradzie. Chorowała na cukrzycę i aby zdobyć insulinę pracowała w proniemieckim radiu i w teatrach pozostających pod kontrolą okupantów. Aresztowana w 1944 stanęła przed sądem pod zarzutem kolaboracji z okupantem. 3 lutego 1945 została skazana na 8 lat zakazu wykonywania zawodu aktora. Zarabiała na życie sprzątaniem ulic Belgradu. Dzięki pomocy przyjaciół latem 1947 powróciła do pracy w teatrze, występując na scenie Jugosłowiańskiego Teatru Dramatycznego. Zmarła w lipcu 1947 na atak serca, pochowana na cmentarzu na Topčiderze. W marcu 2009 Sąd Okręgowy w Belgradzie zrehabilitował aktorkę pośmiertnie.

## Pamięć
W 2002 na dziedzińcu szkoły w Rabrovie odsłonięto popiersie aktorki dłuta Vladimira Mitrovicia. Sztukę teatralną o życiu artystki napisała Vratislava Petković, film jej poświęcony nakręcił Aleksandar Gatalica. W rolę Žanki Stokić wcieliła się Svetlana Bojković.

## Role filmowe
- 1927: Grešnica bez greha